# Зверь из Брей-Роуд
Зверь из Брей-Роуд — существо-криптид, якобы впервые наблюдавшееся в 1949 году на просёлочной дороге за городом Элкхорн, штат Висконсин, США. Впоследствии данное название применяли к любому неизвестному существу, наблюдавшемуся даже на значительном расстоянии от первоначального места появления, в южном Висконсине и северном Иллинойсе вплоть до острова Ванкувер, Канада, которое имело бы внешние характеристики, подобные тем, что фигурировали в первом сообщении.
Сама по себе Брей-Роуд представляет собой тихую просёлочную дорогу около Элкхорна. Большое количество сообщений о наблюдениях существа в конце 1980-х — начале 1990-х годов побудило местную газету,  Walworth County Week, направить своего репортёра Линду Годфри расследовать эти истории. Годфри первоначально была настроена к ним скептически, но затем утверждала, что не сомневается в искренности якобы наблюдавших существо. Записанные ей показания свидетелей впоследствии были объединены в книгу под названием The Beast of Bray Road: Trailing Wisconsin’s Werewolf.

## Описание
Зверь из Брей-Роуд описывается предполагаемыми свидетелями с некоторыми отличиями: как медведь, как существо, похожее на волосатого двуногого, напоминающее снежного человека, и как необычно большое (2-4 фута на четвереньках, 7 футов в стоячем положении) разумное волкоподобное существо, способное ходить на задних лапах и весом примерно в 400—700 фунтов. Также сообщалось, что его мех имеет коричнево-серый цвет, напоминающий мех собаки или медведя.
Хотя никто не видел, чтобы Зверь из Брей-Роуд превращался из человека в волка или наоборот, он часто назывался оборотнем в газетных статьях.

## Попытки объяснения
Был предложен ряд теорий о происхождении зверя. Среди них есть версии о том, что существо является неизвестным видом дикой собаки, вахилой (якобы существовавшим гигантским доисторическим волком, похожим на эксимосского Амарока) либо же гибридом волка и собаки или койота и собаки.
Также предполагалось, что на деле все эти истории были мистификациями или следствием массовой истерии, во время которой были раздуты истории о наблюдениях нормальных животных или выдуманные случаи. Например, одновременно с наблюдениями в Висконсине было якобы множество подобных встреч в соседнем штате Мичиган. После выхода Legend, популярной песни о мичиганском «человеке-псе», в 1987 году, её автор Стив Кук получил десятки сообщений, в том числе фотографии и видеосъёмки, якобы доказывающие реальность существа, о котором он пел. Нет никаких известных связей между наблюдениями в сопредельных штатах, кроме сходства в описании якобы наблюдавшихся существ.

## В массовой культуре
Зверь из Брей-Род фигурировал в телевизионной программе Mystery Hunters, а также в нескольких книгах и кинофильмах.
Статьи о нём появились в Weekly World News. Якобы имевшие место наблюдения привели к созданию в 2005 году эксплуатационного фильма режиссёра Ли Скотта под названием The Beast of Bray Road.
Сериал канала History Channel MonsterQuest начал расследование историй о звере, в ходе которого все предполагаемые свидетели подвергались тестам на детекторе лжи. Полиграф не мог найти никаких признаков, что кто-либо из свидетелей сфабриковал свои истории.
Зверь появился в одном из эпизодов 3-го сезона сериала Lost Tapes, в котором он атакует членов местного ополчения.
Группа Cage, исполняющая музыку в стиле хэви-метал, написала и выпустила песню The Beast of Bray-Road, которая появилась в их альбоме 2011 года Supremacy of Steel. Эдисон Т. Кракс написал роман под названием «Сказка о Висконсинском оборотне», основанный на этих историях.